# 大召营镇
大召营镇，是中华人民共和国河南省新乡市新乡县下辖的一个乡镇级行政单位。

## 行政区划
大召营镇下辖以下地区：
大召营村、刘大召村、李大召村、南陈庄村、店后营村、代店村、前高庄村、后高庄村、杨庄村、李唐马村、张唐马村、马唐马村和文营村。